# Слободан Станковић
Слободан Станковић (Београд, 28. април 1961) српски је редитељ порнографских филмова, сниматељ, фотограф и новинар. Један је од зачетника порнографске продукције у Југославији и Србији. Своју новинарску каријеру је започео у часописима Студент, Секс клуб, Еротика и Дуги у којој је уређивао рубрику Моја жена мој шампион. Такође је радио и у Радио-телевизији Србије у почетку као асистент снимања, а касније као реализатор програма. Власник је агенције за фото и видео продукцију Либидо из Београда, која је издавала часопис Стриптиз магазин.